# Abeille africanisée
L’abeille africanisée, appelée aussi abeille tueuse, est le nom donné à une lignée hybride d'abeilles née d'un croisement entre des reines de la sous-espèce africaine Apis mellifera scutellata et des abeilles Apis mellifera ligustica et Apis mellifera iberiensis. Ces abeilles métisses sont plus agressives que les abeilles des races dont elles sont issues.

## Généralités et historique
Dans les années 1950, le Brésil souhaite devenir le premier producteur mondial de miel. Afin d'augmenter la productivité de ses abeilles, le gouvernement brésilien, en collaboration avec Warwick Estevam Kerr, généticien de l'Université de São Paulo, importe en 1956 soixante-deux reines de la sous-espèce africaine Apis mellifera scutellata d'Afrique australe. Cette abeille africaine produit moins de miel que l'européenne mais prolifère mieux sous le climat tropical. Elle a de plus un comportement hyperdéfensif, étant agressive envers ses redoutables prédateurs, le ratel ou le grand Indicateur. Dans son centre de recherches de Rio Claro dans l'État de São Paulo, Kerr les croise avec des abeilles européennes utilisées jusque-là au Brésil, Apis mellifera ligustica et Apis mellifera iberiensis, mais les hybrides restent très agressifs. En 1957, 26 essaims s'échappent de ce centre de recherches et colonisent les Amériques avec une progression annuelle de 300 à 500 km par an. Si leur venin est identique à celui des autres abeilles, leur agressivité peut entraîner un grand nombre de piqûres (avec parfois l'attaque de tout l'essaim : de 200  à   1 000 piqûres simultanées). En outre, elles peuvent poursuivre un ennemi sur près d'un kilomètre, alors que les autres variétés ne le font habituellement que sur une cinquantaine de mètres. Enfin, elles ont tendance à supplanter les colonies européennes. La première mention d'un décès au Texas survient en juillet 1993 lorsque les journaux rapportent qu'un paysan de 82 ans a succombé à 40 piqûres, donnant à cette occasion l'appellation sensationnaliste d'abeille tueuse (killer bee).

## Description et comparatif

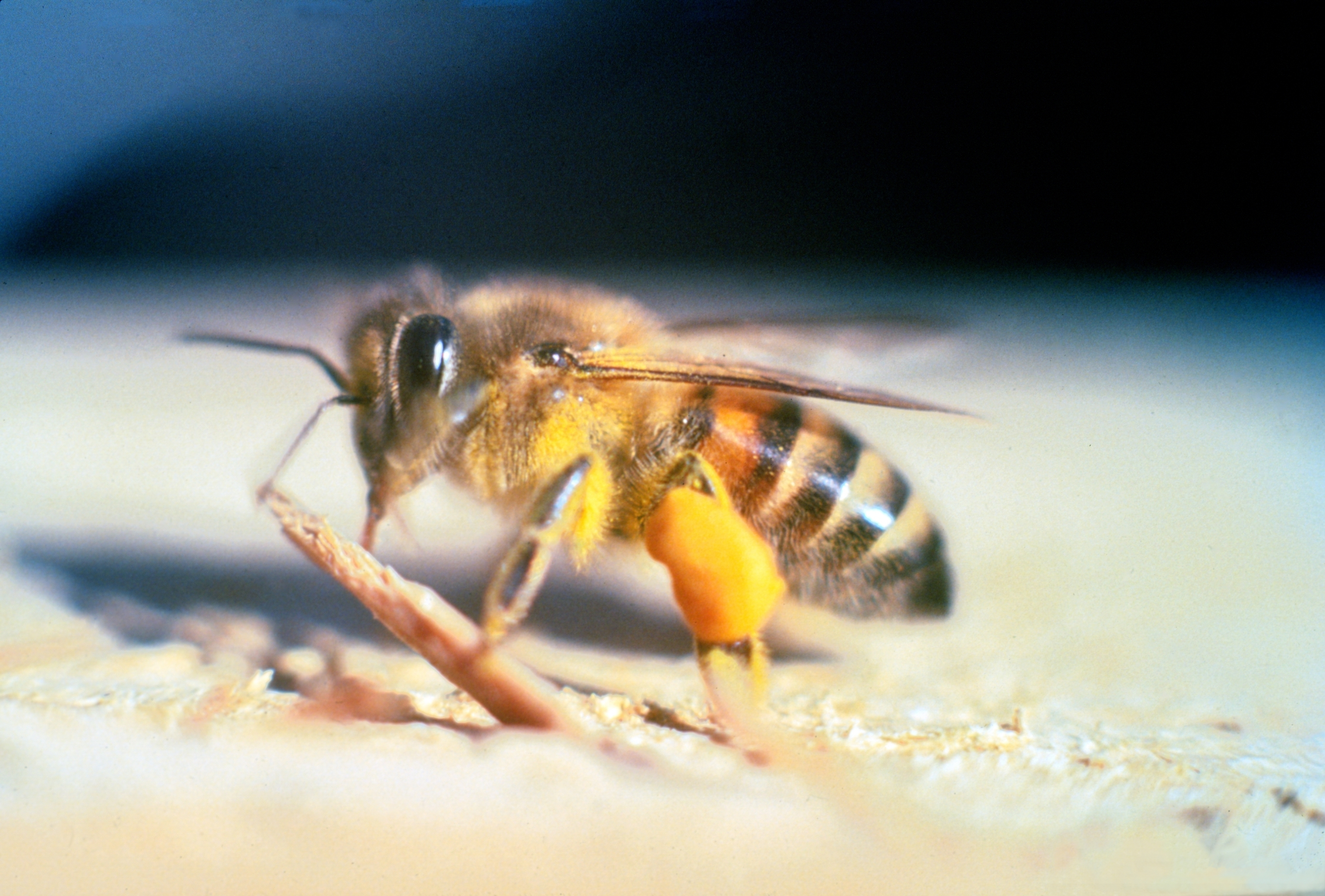
Vue latérale d'une abeille tueuse africanisée.

Morphologiquement, l'abeille tueuse et l'abeille européenne se ressemblent beaucoup.
Néanmoins elles diffèrent sur quelques points :
- l'abeille tueuse est plus résistante aux maladies et aux conditions climatiques ;
- elle peut sortir dans de mauvaises conditions météorologiques ;
- lorsque les ressources autour de la ruche se raréfient, elle n’hésite pas à abandonner la ruche et à migrer vers des lieux plus propices ;
- les reines qui possèdent des gènes métissés éclosent une journée plus précocement que les reines de race pure. Elles détruisent alors toutes les cellules royales de leurs rivales plus douces[6].

## Progression et invasion

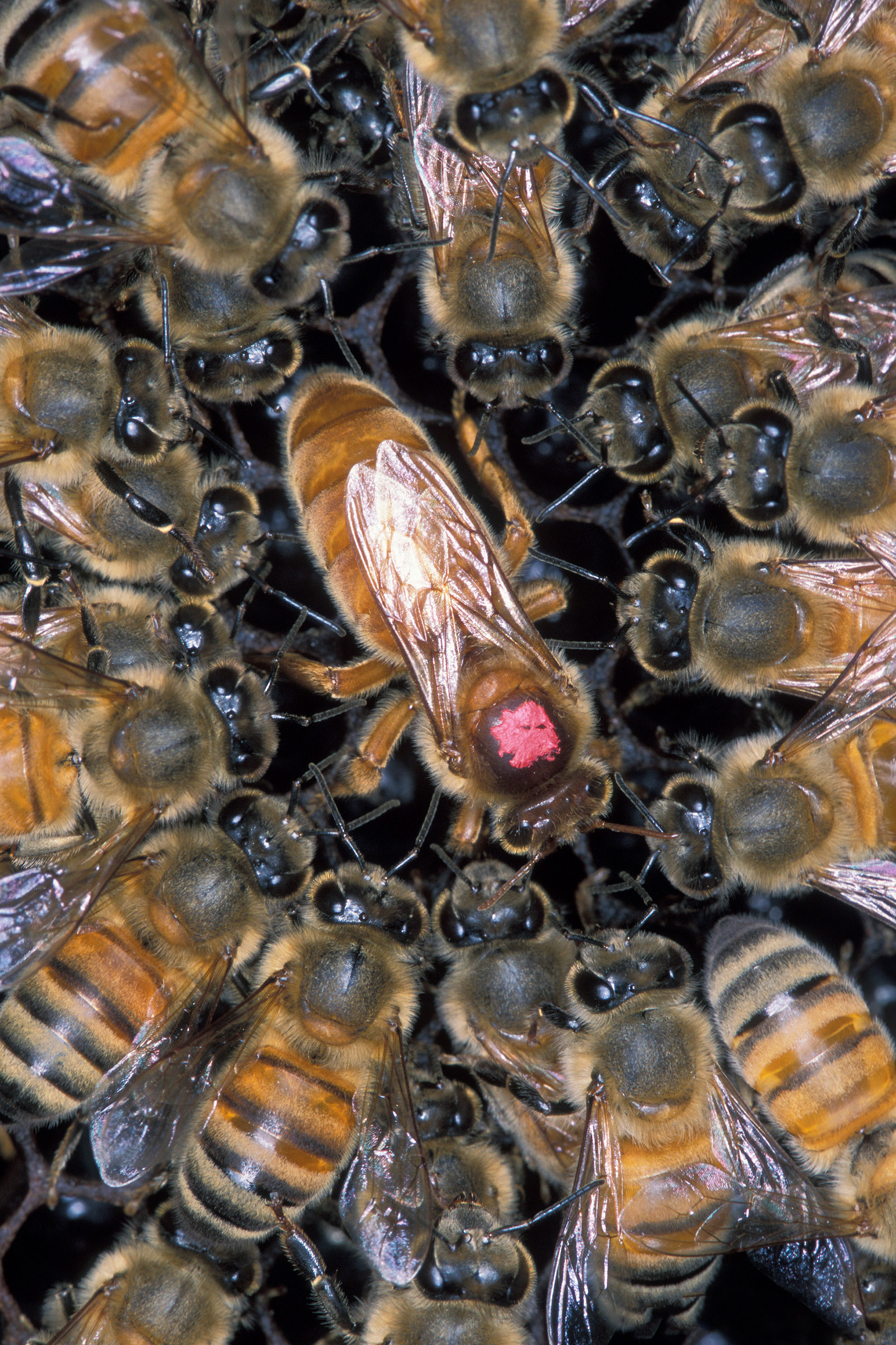
Des abeilles africanisées entourant une reine Apis mellifera (marquée d'un point rouge), aux États-Unis. Mars 2005.

Cette métisse invasive a colonisé le continent sud-américain dans les années 1960. Elle atteint le Mexique en 1985 et envahie le sud des États-Unis au début des années 1990. Actuellement, l’invasion continue sa progression vers le nord des États-Unis. Néanmoins, il semblerait que les abeilles tueuses se propagent moins dans cette dernière région. On pense qu'elles s'adaptent moins au climat des régions montagneuses et désertiques. On rencontre donc actuellement ces hyménoptères en Amérique du Sud et dans certains États du sud des États-Unis. Sa présence n’a pas encore été détectée au Canada.
Les abeilles tueuses envahissent les colonies d’abeille domestique européenne. La reine (européenne) se reproduit
davantage avec les faux-bourdons africanisés, modifiant le patrimoine génétique des abeilles exploitées par les apiculteurs. De plus, les reines utilisent souvent la semence des mâles africanisés en premier pour produire les futures ouvrières et les faux-bourdons dans une proportion pouvant aller jusqu’à 90 %. Une autre méthode d’invasion est l’usurpation de nid et l’élimination de la reine européenne en place pour la remplacer par une reine africanisée.

## Génétique
Matthew Webster de l'Université d'Uppsala (Suède) et son équipe ont analysé et comparé les génomes de 32 abeilles Apis mellifera dites « africanisées »  prélevées dans diverses régions du Brésil. Ils constatent que ces abeilles ont toutes une ascendance africaine (pour 84 % de leur génome environ) mais que leur ADN contient aussi un grand segment de gènes fréquents et d'origine ouest-européenne (16 % du génome environ, avec 1,4 Mb situées sur le chromosome 11). La conservation de ce segment et le fait que la proportion de génome d'origine africaine et européenne varie selon le génome avec des signes de sélection positive dans des régions à forte proportion d'ascendance européenne laisse penser que la part européenne du génome est bénéfique pour ces hybrides. Les gènes identifiés sur ce segment sont connus pour être impliqués dans la reproduction et l'alimentation. Les traits qu'ils confèrent aux individus qui les portent ont pu contribuer à la large et rapide extension de ces hybrides « tueurs ».

## Physiopathologie
Après quelques piqûres, la victime peut faire une simple réaction. Mais après plusieurs centaines de piqûres, on peut voir des cas d'empoisonnements mortels par myolyse, hémolyse et insuffisance rénale aiguë.
La dose létale correspond à environ 1 500 piqûres pour un homme de 70 kilos. On a toutefois constaté des décès survenus après 500 piqûres, et on rapporte des cas de personnes ayant survécu après plus de 1 500 piqûres.

## Traitement
En cas d'empoisonnement grave, l'hospitalisation est nécessaire. Le traitement est symptomatique, et il n'existe pas de sérum antivenimeux spécifique contre la piqûre d'abeille.

## Médiatisation
Pour le documentariste militant Michael Moore, le terme « Abeilles africaines » pour désigner ces abeilles au comportement violent dans les médias télévisés américains serait de caractère spécieux et orienté (voir le documentaire Bowling for Columbine).
Dans le documentaire de Markus Imhoof Des Abeilles et des hommes, l'apiculteur de l'Arizona Fred Terry indique que, de sa propre expérience, les abeilles tueuses ne correspondent pas aux stéréotypes agressifs que les chaînes de média ont véhiculé sur elles, et que l'espèce, plus robuste que sa consœur domestique, produit un miel plus abondant et de surcroît sans pesticides dans la région où se situent ses ruches. Ce passage intervient dans le documentaire dans une réflexion sur la sélection génétique effectuée par des siècles d'apiculture, qui ont rendu docile l'abeille, tout en la fragilisant et la rendant vulnérable aux causes multifactorielles qui occasionnent sa disparition actuelle (syndrome d'effondrement des colonies d'abeilles). Reprendre une exploitation avec les abeilles africanisées serait donc une alternative en cas d'effondrement des premières.
Les abeilles tueuses, reportage de Manfred Christ consacré en 2005 à ces abeilles, reconstitue de façon scientifique leur histoire.
Les abeilles tueuses font partie du clip Triumph du Wu-Tang Clan, musique sortie en 1997.